# مات كامبل
مات كامبل (بالإنجليزية: Mat Campbell)‏ مواليد 20 يونيو 1976، هو لاعب كرة سلة أسترالي سابق بدأ مسيرته الاحترافية في سنة 1996.

## روابط خارجية
- مات كامبل على موقع كرة السلة الأوروبية.كوم (الإنجليزية)
- مات كامبل على موقع ريلجم (الإنجليزية)
- مات كامبل على موقع سبورتس رفرنس (الإنجليزية)